# Warsaw (Indiana)
Warsaw è una città degli Stati Uniti d'America, capoluogo della Contea di Kosciusko, nello Stato dell'Indiana.
La popolazione era di 13.082 abitanti nel censimento del 2006.
Vi ha sede la multinazionale Zimmer Inc., produttrice di dispositivi per l'ortopedia e la traumatologia.

## Storia
Warsaw, che prende il nome da Varsavia (Warsaw in inglese), la capitale della Polonia, in onore di Tadeusz Kościuszko, è stata pianificata il 21 ottobre 1836. L'ufficio postale di Varsavia fu fondato nel 1837.